# Фолксваген еос
Фолксваген еос је купе кабриолет чија је продаја започела у прољеће 2006. године и трајала све до 2015. године. 
"Еос“ насљеђује кабриолетску серију "голфа", а биће уједно и први Фолксвагенов спортски купе након корада, чија је производња престала 1995. Еос платформу и компоненте дијели са „голфом“ и "џетом", а име је добио по Еос, богињи зоре из грчке митологије.
Аутомобил је по први пут приказан 2004. на сајму аутомобила у Женеви под називом концепт Ц, а његов серијски изглед приказан је у августу 2005. на франкфуртском сајму аутомобила.
"Еос“ је доступан са четири бензинска мотора снаге 115, 150, 200 и 250 KS те једним ТДИ дизелом снаге 140 KS.

## Производња
Пласман на тржиште 2006. је више пута помјеран. Еос се производи, као и "шаран", у „Фолксвагеновим“ фабрикама у Португалу.